# Psychoda exigua
Psychoda exigua és una espècie d'insecte dípter pertanyent a la família dels psicòdids.

## Descripció
- La femella fa 0,52-0,60 mm de llargària a les antenes (0,60-0,65 en el cas del mascle), mentre que les ales li mesuren 0,87-1,05 de longitud (0,77-0,91 en el mascle) i 0,32-0,40 d'amplada (0,30-0,34 en el mascle).
- Les antenes presenten 14 segments.[2]

## Distribució geogràfica
Es troba a Indonèsia: Papua Occidental.